# Ben Hoffman
Ben Hoffman (* 22. August 1983 in Grand Junction) ist ein US-amerikanischer Triathlet. Er ist achtfacher Ironman-Sieger (2010–2022) und wurde 2014 Zweiter bei der Ironman World Championship. Er wird in der Bestenliste US-amerikanischer Triathleten auf der Ironman-Distanz geführt.

## Werdegang
Ben Hoffman begann 2004 mit Triathlon und startet seit 2007 als Profi-Triathlet. Im Juli 2010 gewann er den Ironman USA und im Mai 2012 holte er sich seinen zweiten Ironman-Sieg bei seinem dritten Start in Utah.

### 2. Rang Ironman World Championships 2014
Im Oktober 2014 erreichte er seinen bislang größten sportlichen Erfolg mit dem zweiten Gesamtrang beim Ironman Hawaii.
Seit Anfang des Jahres 2015 startet er für das neu gegründete Bahrain Elite Endurance Triathlon Team, welches von Chris McCormack geleitet wird. Im Oktober 2015 konnte er die „Double-Wertung“ (Kombinationswertung der World-Championship-Rennen) aus Ironman Hawaii (Rang 35) und Xterra Maui (Rang 10) gewinnen. Er wurde trainiert von Elliot Bassett.
Im April 2016 gewann er den Ironman South Africa und er konnte sich zum vierten Mal für einen Startplatz beim Ironman Hawaii qualifizieren – zusammen mit sieben anderen Athleten aus seinem Team: Mit den beiden Titelverteidigern Daniela Ryf und Jan Frodeno, mit Jodie Swallow, David Pleše, James Cunnama, Terenzo Bozzone und Brent McMahon. Ben Hoffman belegte im Oktober den vierten Rang.
Im April 2017 konnte er seinen Sieg in Port Elizabeth (Südafrika) erfolgreich verteidigen und beim Ironman South Africa mit seiner Siegerzeit von 7:59:39 h die zweitschnellste je von einem US-amerikanischen Athleten auf der Ironman-Distanz erzielte Zeit einstellen. Beim Ironman Hawaii belegte er im Oktober den neunten Rang. Bei der Xterra-Weltmeisterschaft belegte der damals 34-Jährige zwei Wochen später auf Hawaii im Oktober 2017 den zwölften Rang.
Im April 2019 gewann Hoffmann erneut den Ironman Südafrika, der aufgrund extremen Wellengangs mit verkürzter Schwimmdistanz ausgetragen werden musste und im Oktober desselben Jahres wurde er nach 2016 zum zweiten Mal Vierter beim Ironman Hawaii. Im Nachgang wurde er im November zweiter beim Ironman Florida.
Beim Ironman Texas holte sich der 38-Jährige im April 2022 seinen achten Sieg in einem Ironman-Rennen.
Im Mai wurde er Zehnter bei den erstmals außerhalb von Hawaii ausgetragenen und vom Oktober 2021 verschobenen Ironman World Championships.

## Sportliche Erfolge
| Datum/Jahr    | Rang | Wettbewerb                      | Austragungsort     | Zeit     | Bemerkung |
| ------------- | ---- | ------------------------------- | ------------------ | -------- | --- |
| 6. Aug. 2022  | 3    | Ironman 70.3 Boulder            | Boulder (Colorado) | 03:51:01 | |
| 30. Okt. 2021 | 7    | Ironman 70.3 California         | Oceanside          | 03:52:58 | |
| 9. Sep. 2018  | 2    | Ironman 70.3 Santa Cruz         | Santa Cruz         | 03:49:04 | |
| 10. Sep. 2017 | 2    | Ironman 70.3 Santa Cruz         | Santa Cruz         | 03:33:58 | |
| 11. Sep. 2016 | 3    | Ironman 70.3 Santa Cruz         | Santa Cruz         | 03:53:18 | |
| 20. März 2016 | 5    | Ironman 70.3 Monterrey          | Monterrey          | 03:46:27 | |
| 5. Dez. 2015  | 12   | Ironman 70.3 Bahrain            | Manama             | 03:22:56 | drittes Rennen der „Challenge Triple-Crown-Serie“ – das Rennen wurde witterungsbedingt als Duathlon ausgetragen               |
| 7. Sep. 2014  | 16   | Ironman 70.3 World Championship | Mont-Tremblant     | 03:52:28 | |
| 15. Juni 2014 | 6    | Ironman 70.3 Boulder            | Boulder            | 03:47:57 | |
| 13. Apr. 2014 | 2    | Ironman 70.3 New Orleans        | New Orleans        | 03:51:46 | |
| 16. März 2014 | 3    | Ironman 70.3 Monterrey          | Monterrey          | 03:52:22 | |
| 23. Sep. 2012 | 2    | Ironman 70.3 Branson            | Branson            | 04:08:22 | |
| 5. Aug. 2012  | 3    | Ironman 70.3 Boulder            | Boulder            |          | |
| 7. Juli 2012  | 4    | Ironman 70.3 Muncie             | Muncie             | 02:03:24 | wegen sehr hoher Temperaturen mussten die Streckenlängen verkürzt werden (1,6 km Schwimmen, 50 km Radfahren und 10 km Laufen) |
| 10. Juni 2012 | 3    | Ironman 70.3 Kansas             | Lawrence           | 04:00:44 | |
| 31. März 2012 | 8    | Ironman 70.3 California         | Oceanside          | 04:01:29 | [ 13 ] |
| 18. Sep. 2011 | 1    | Ironman 70.3 Branson            | Branson            | 04:09:02 | |
| 9. Juli 2011  | 1    | Ironman 70.3 Muncie             | Muncie             | 03:48:14 | |
| 11. Juni 2011 | 1    | Ironman 70.3 Boise              | Boise              | 03:52:41 | |
| 27. Juni 2010 | 3    | Ironman 70.3 Buffalo Springs    | Lubbock            |          | |
| 11. Juni 2011 | 2    | Ironman 70.3 Boise              | Boise              |          | |
| 19. Sep. 2010 | 1    | Ironman 70.3 Branson            | Branson            | 04:02:53 | |
| 2. Aug. 2009  | 2    | Ironman 70.3 Calgary            | Calgary            | 04:02:51 | Zweiter bei der Erstaustragung                                                                                                |

| Datum/Jahr    | Rang | Wettbewerb                        | Austragungsort | Zeit     | Bemerkung                                                                                           |
| ------------- | ---- | --------------------------------- | -------------- | -------- | --------------------------------------------------------------------------------------------------- |
| 7. Mai 2022   | 10   | Ironman St. George                | St. George     | 08:06:38 | Ironman World Championships 2021                                                                    |
| 23. Apr. 2022 | 1    | Ironman Texas                     | The Woodlands  | 07:57:58 | achter Ironman-Sieg                                                                                 |
| 2. Nov. 2019  | 2    | Ironman Florida                   | Panama City    | 07:48:29 | |
| 12. Okt. 2019 | 4    | Ironman Hawaii                    | Hawaii         | 08:02:52 | |
| 7. Apr. 2019  | 1    | Ironman South Africa              | Port Elizabeth | 07:34:19 | verkürzte Schwimmdistanz                                                                            |
| 15. Apr. 2018 | 565  | Ironman South Africa              | Port Elizabeth | 12:06:48 | nach Rückenproblemen war nur Gehen möglich                                                          |
| 14. Okt. 2017 | 9    | Ironman Hawaii                    | Hawaii         | 08:19:26 | fünfter Start auf Hawaii                                                                            |
| 2. Apr. 2017  | 1    | Ironman South Africa              | Port Elizabeth | 07:58:40 | Erfolgreiche Titelverteidigung – mit persönlicher Ironman-Bestzeit                                  |
| 8. Okt. 2016  | 4    | Ironman Hawaii                    | Hawaii         | 08:13:00 | |
| 10. Apr. 2016 | 1    | Ironman South Africa              | Port Elizabeth | 08:12:36 | Sieg in Südafrika                                                                                   |
| 10. Okt. 2015 | 35   | Ironman Hawaii                    | Hawaii         | 09:05:22 | |
| 11. Okt. 2014 | 2    | Ironman Hawaii                    | Hawaii         | 08:19:23 | Zweiter bei der Ironman World Championship 5:05 Minuten hinter Sebastian Kienle und vor Jan Frodeno |
| 29. Juni 2014 | 3    | Ironman Coeur d’Alene             | Idaho          | 08:29:12 | |
| 12. Okt. 2013 | 15   | Ironman Hawaii                    | Hawaii         | 08:36:25 | [ 16 ]                                                                                              |
| 23. Juni 2013 | 1    | Ironman Coeur d’Alene             | Idaho          | 08:17:31 | |
| 9. Sep. 2012  | 1    | Ironman Wisconsin                 | Madison        | 08:32:51 | |
| 5. Mai 2012   | 1    | Ironman St. George                | St. George     | 09:07:04 | Sieg bei seinem dritten Start in Utah                                                               |
| 24. Juli 2011 | 2    | Ironman USA                       | Lake Placid    | 08:33:29 | Zweiter hinter seinem Landsmann TJ Tollakson                                                        |
| 12. März 2011 | 12   | Abu Dhabi International Triathlon | Abu Dhabi      | 07:01:31 | 3 km Schwimmen, 200 km Radfahren und 20 km Laufen                                                   |
| 7. Mai 2011   | 4    | Ironman St. George                | St. George     | 08:41:39 | |
| 25. Juli 2010 | 1    | Ironman USA                       | Lake Placid    | 08:39:34 | erster Ironman-Sieg – neben Amy Marsh bei den Frauen                                                |
| 1. Mai 2010   | 2    | Ironman St. George                | St. George     | 08:52:54 | |
| 17. Apr. 2008 | 6    | Ironman Arizona                   | Tempe          |          | |

| Datum/Jahr    | Rang | Wettbewerb                 | Austragungsort          | Zeit     | Bemerkung                                                  |
| ------------- | ---- | -------------------------- | ----------------------- | -------- | ---------------------------------------------------------- |
| 29. Okt. 2017 | 12   | Xterra World Championships | Maui                    | 02:47:08 | Xterra-Weltmeisterschaft                                   |
| 23. Okt. 2016 | 7    | Xterra World Championships | Maui                    | 03:01:42 | Kona-Maui Double winner – bei der Xterra-Weltmeisterschaft |
| 1. Nov. 2015  | 10   | Xterra World Championships | Maui                    | 02:49:56 | Weltmeisterschaft Cross-Triathlon                          |
| 2012          | 3    | Xterra Beaver Creek        | Lubbock                 | 02:10:40 | Xterra Mountain Championship                               |
| 5. Juni 2010  | 1    | Xterra Four Corners        | Farmington (New Mexico) | 02:15:06 | [ 22 ]                                                     |

(DNF – Did Not Finish)